# Großer Speikkogel
Der Große Speikkogel (2140 m ü. A.) ist der höchste Gipfel der Koralpe. Der Gipfel liegt in Kärnten rund 400 Meter westlich der Grenze zur Steiermark, rund 18 km westlich von Deutschlandsberg in der Steiermark und rund 10 km östlich von Wolfsberg. Sein Gipfelkreuz wurde 1948 errichtet, 1973 renoviert (Betonfundament) und im Juni 2014 erneuert. Auf seinem Querbalken befindet sich die Inschrift „Bleib deiner Heimat treu!“ auf der einen und „Kärnten frei und ungeteilt“ auf der anderen Seite.
Schutzhütten für den am häufigsten gewählten Aufstieg von der Weinebene über den Nord-Süd-Weitwanderweg sind die Grillitschhütte (1710 m) und das ca. 1,3 km vom Gipfel stehende Koralpenhaus (1966 m). Neben dieser Schutzhütte stehen rund um den Gipfel auch ein UKW-Radio- und Fernsehsender (DVB-T) der Österreichischen Rundfunksender GmbH sowie eine Radaranlage in der sich auch ein Schutzraum für Wanderer befindet.
Der Gipfel bildet auch den höchsten Punkt des Bezirks Wolfsberg.

## Geschichte
Es wird die Ansicht vertreten, dass der Speikkogel-Gipfel als höchste Erhebung des Koralmkammes bereits zur Zeit der Römer militärische Bedeutung hatte und als Aussichtspunkt benutzt wurde. Bei Vorbereitungsarbeiten zum Bau der Radaranlage wurde 1962 am Burgstall beim Steinschneider-Gipfel im Westen des Speikkogelgipfels ein Inschriftenstein aus römischer Zeit entdeckt, der einem Altar des römischen Gottes Mars-Latobius bzw. Jupiter zugeordnet wird. Der Stein wird in Privatbesitz bei einer Familie in St. Margarethen bei Wolfsberg aufbewahrt.
Die Gebirgswege (Saumpfade) zwischen Kärnten und Steiermark hatten bis zum Ausbau der Straßenübergänge (Soboth, Weinebene, Hebalm, Pack) wesentlich größere Bedeutung. Das zeigte sich auch bei den behördlichen Maßnahmen, die zur Seuchenbekämpfung getroffen wurden, z. B. ab. 1712 gegen die Pest. Damals wurden an den Grenzen allgemein bewachte Straßen- und Wegsperren (Verhackungen, Verhaue) errichtet, die den Personen- und Warenverkehr in die Nachbarländer verhinderten und damit die Ausbreitung der Seuche erschweren sollten. Neben zwei Wachhütten bei der Weinebene befand sich ein Wachposten südlich des Moschkogels in der Schafhütte an der Hühnerstütze, einem sehr steilen Hangweg („wolfspergische Schofhüttn“, heute Grillitschhütte). Dieser Posten wurde als „einer der wichtigste Punkte“ bezeichnet und mit sechs Mann besetzt.
Am 28. September 1810 besuchte Kaiser Franz I. den Gipfel. Eine ca. 2 m hohe Gedenkpyramide an diesen Besuch wurde am 17. Oktober 1811 von den Brüdern des Kaisers Johannes und Rainer errichtet. Von ihr sind keine Reste mehr erkennbar.

## Radarstation Speikkogel
Die Bauarbeiten der Radaranlage (Goldhaube) des Bundesheeres begannen Anfang 1976 und konnten erst 1980 mit der Montage der Antenne abgeschlossen werden. 1985 wurde mit dem Probebetrieb begonnen, nachdem zwischenzeitlich der Zusammenbruch der Radarkuppel die Antenne beschädigt hatte. Die damals installierte Phased-Array-Antenne war vom Typ RAT-31S, seit Ende 2010 ist ein moderneres RAT-31DL installiert, das eine rechteckige Fläche von 77 m² hat und 360°-Rundumsuche bei sechs Umdrehungen pro Minute durchführen kann. Die Reichweite des Primärradars zur aktiven Erfassung von Flugzeugen liegt bei 500 km, die Erkennung von Transpondersignalen mit dem Sekundärradar reicht bis zu 450 km weit. Aufgrund einer Beschädigung des Radoms durch Gewitterstürme kam es ab dem 17. Mai 2012 zu einer Abschaltung der Radarstation, danach mussten mobile RAT-31S-Geräte (MRCS 403-Anlagen) die Aufgaben dieser Station übernehmen, deren Wiederinbetriebnahme im Herbst 2013 erfolgte.